# Holly Davidson
Holly Emerald Davidson (Ludlow, 26 aprile 1980) è un'attrice, modella e personal trainer britannica.

## Biografia
Nata a Ludlow, in Shropshire, dal fotografo Robert Davidson e Mary Frost, ha tre sorelle maggiori per parte di madre, due per parte di padre e una sorella minore germana.
La passione per la recitazione si sviluppa in lei fin dall'adolescenza quando, quindicenne, prende parte ad alcune miniserie televisive, cortometraggi e pellicole; in particolare compare in un ruolo minore in Bent.
Terminate le scuole superiori intraprende dapprima la carriera di modella per poi approdare alla gavetta da attrice comparendo in numerose serie televisive; in particolare viene ricordata per le apparizioni ricorrenti come guest star in Renford Rejects, Metropolitan Police e Casualty oltre ai film The Funeral, Maial College 2 e Essex Boys.
Parallelamente intraprende anche la carriera di personal trainer.

## Filmografia

### Cinema
- Bent, regia di Sean Mathias (1997)
- Food of Love, regia di Stephen Poliakoff (1997)
- The Funeral (Final Cut), regia di Dominic Anciano e Ray Burdis (1998)
- Essex Boys, regia di Terry Winsor (2000)
- Flirting with Flamenco, regia di Jim Doyle (2006)
- Maial College 2 (Van Wilder 2: The Rise of Taj), regia di Mort Nathan (2006)
- The Other Side of My Sleep, regia di Raffaello Degruttola (2010)

### Televisione
- Pigeon Summer, regia di Mary McMurray - film TV (1995)
- Casualty - serie TV, 32 episodi (1996-2004)
- The Broker's Man - serie TV, 12 episodi (1997-1998)
- Metropolitan Police (The Bill) - serie TV, 46 episodi (1998-2001)
- Renford Rejects - serie TV, 13 episodi (1998-1999)
- The Last Musketeer, regia di Bill Britten - film TV (2000)
- Urban Gothic - serie TV, episodio 1x09 (2000)
- The Stepfather, regia di Ashley Pearce - film TV (2005)
- Holby City - serie TV, episodio 13x14 (2011)